# Los Aztecas, Las Choapas
Los Aztecas är en ort i Mexiko.   Den ligger i kommunen Las Choapas och delstaten Veracruz, i den sydöstra delen av landet, 600 km öster om huvudstaden Mexico City. Los Aztecas ligger 56 meter över havet och antalet invånare är 148.
Terrängen runt Los Aztecas är huvudsakligen kuperad, men åt nordväst är den platt. Runt Los Aztecas är det ganska glesbefolkat, med 29 invånare per kvadratkilometer. Närmaste större samhälle är Nueva Tabasqueña, 7,5 km nordväst om Los Aztecas. Omgivningarna runt Los Aztecas är en mosaik av jordbruksmark och naturlig växtlighet.